# Oldenburg (Oldenburg) Hauptbahnhof
Oldenburg (Oldenburg) Hauptbahnhof vasútállomás Németországban, Oldenburg (Oldb) városban. A német vasútállomás-kategóriák közül a második csoportba tartozik.

## Vasútvonalak
Az állomást az alábbi vasútvonalak érintik:
- Oldenburg–Leer-vasútvonal
- Oldenburg–Osnabrück-vasútvonal
- Bréma–Oldenburg-vasútvonal
- Wilhelmshaven–Oldenburg-vasútvonal
- Oldenburg–Brake-vasútvonal
- RE 18

## Forgalom

### Távolsági
| Járat  | Útvonal | Ütem                                                             |
| ------ | --- | ---------------------------------------------------------------- |
| ICE 25 | Oldenburg – Bremen – Hannover – Kassel-Wilhelmshöhe – Würzburg – Ingolstadt – München                               | egy vonat naponta                                                |
| ICE 26 | Frankfurt – Fulda – Kassel-Wilhelmshöhe – Göttingen – Hannover – Bremen – Oldenburg                                 | egy vonat naponta                                                |
| ICE 56 | Berlin Gesundbrunnen – Berlin – Berlin Spandau – Wolfsburg – Hannover – Nienburg – Verden – Delmenhorst – Oldenburg | egy vonat naponta                                                |
| IC 56  | Norddeich Mole – Emden – Leer – Oldenburg – Bremen – Hannover – Magdeburg – Halle – Leipzig                         | kétóránként                                                      |
| IC 56  | Emden Außenhafen – Oldenburg – Bremen – Potsdam – Berlin – Cottbus                                                  | egy vonat naponta, szombaton csak Berlin Gesundbrunnen állomásig |
| IC 56  | Stralsund – Prenzlau – Eberswalde – Berlin Gesundbrunnen – Hannover – Bremen – Oldenburg (Oldb)                     | egy vonat hetente (vasárnap)                                     |

## Kapcsolódó állomások
A vasútállomáshoz az alábbi állomások vannak a legközelebb:
- Wüsting vasútállomás (Bremen Hauptbahnhof, Bréma–Oldenburg-vasútvonal, RS 3)
- Oldenburg-Wechloy railway station (Leer (Ostfriesl) railway station, Oldenburg–Leer-vasútvonal)
- Rastede vasútállomás (Wilhelmshaven railway station, Wilhelmshaven–Oldenburg-vasútvonal, RE 18)
- Sandkrug (Osnabrück Hauptbahnhof, Oldenburg–Osnabrück-vasútvonal, RE 18)
- Oldenburg-Wechloy railway station (Bad Zwischenahn vasútállomás, RS 3)
- Bad Zwischenahn vasútállomás (Norddeich Mole railway station, Oldenburg–Leer-vasútvonal, RE 1)
- Hude railway station (Hannover Hauptbahnhof, Bréma–Oldenburg-vasútvonal, RE 1)